# قضیه بل
آزمون تجربی بل

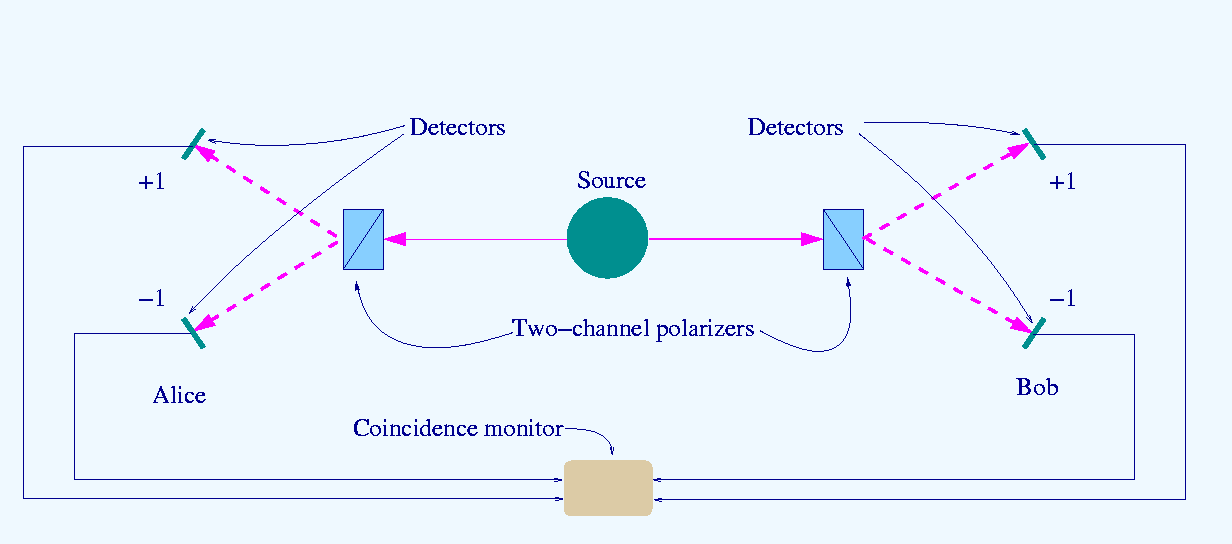
طرح‌واره‌ای که آزمایش درهم‌تنیدگی کوانتومی را برای آزمایش نابرابری‌های بل، نشان می‌دهد.

آزمایش‌ها بل برای تحقیق صحت اثر درهم‌تنیدگی کوانتومی در مکانیک کوانتوم، با استفاده از نوعی از قضیه بل طراحی شده‌است.

## تاریخچه
جان استوارت  بل اولین نوع نامساوی را در مقاله خود با عنوان «پارادوکس انیشتین-پودولسکی-روزن» چاپ کرد. نظریه بل بیان می‌کند که نامساوی بل باید از همهٔ نظریه‌های متغیرهای نهان جایگزیده پیروی کند اما در شرایط خاصی توسط مکانیک کوانتوم نقض می‌شود. عبارت «نامساوی بل» برای هر کدام از نامساوی‌ها به کار می‌رود– در اصل در آزمایش‌های واقعی، نامساوی CHSH و CH۷۴، نامساوی اصلی ای که جان بل اثبات کرد نیستند. این نا مساوی‌ها، محدودیت‌هایی بر نتایج آماری آزمایش‌هایی که در آن‌ها مجموعه ذرات در برهم‌کنش‌ها شرکت می‌کنند و جدا می‌شوند، اعمال می‌کند. یک آزمایش برای تحقیق در اینکه آیا جهان واقعی از نامساوی بل پیروی می‌کند یا نه طراحی شده‌است. چنین آزمایش‌هایی بر اساس آن که آنالایزرها یک یا دو خروجی دارند، به دو گروه تقسیم می‌شوند.

## هدایت اپتیکی آزمایش بل
در عمل، بیشتر آزمایش‌های واقعی از نوری که فرض می‌شود فتون‌های ذره گونه را منتشر می‌کنند، استفاده کرده‌اند، تا اتم‌هایی که بل در اصل در ذهن داشت. کمیت مورد علاقه، در بهترین آزمایش‌های شناخته شده، جهت قطبیت است، گرچه کمیت‌های دیگر نیز می‌توانند مورد استفاده قرار بگیرند. یک آزمایش CHSH متداول (دو کاناله)
نمودار روبرو یک آزمایش اپتیکی دو کاناله از نوعی که آلن اسپه به عنوان الگویی در ۱۹۸۲ طرح کرد، است (اسپه ۱۹۸۲-a). هم‌زمانی ها (آشکارسازی‌های هم‌زمان) ثبت می‌شوند، نتایج به صورت '++'، '+−'، '−+' '−−' دسته‌بندی می‌شوند و مقادیر مرتبط با هم محاسبه می‌شوند.
چهار زیر آزمایش جداگانه، مربوط به عبارات E(a, b)، در آزمون آماری s اداره می‌شوند.
شاخه‌های b′ ،a, a′، b در عمل به ترتیب ۰، ۴۵، ۲۲٫۵ و ۶۷٫۵ درجه هستند (زوایای آزمایش بل). این‌ها یکی از حالت‌هایی هستند که فرمالیسم مکانیک کوانتومی بیشترین تضاد را با نامساوی دارد.
منبع S جفت فتون‌هایی تولید می‌کند که در دو جهت مخالف فرستاده می‌شوند
هر فتون وارد یک کانال قطبش‌گر می‌شود که جهت قطبش‌گر به وسیله آزمایشگر
مشخص می‌شود. سیگنال تولید شده آشکار می‌شود و هم‌زمانی‌ها به وسیله مانیتور (CM) محاسبه می‌شوند
برای هر کدام از مقادیر انتخابی a و b مقادیر هم‌زمانی در هر دسته (N++, N--، N+- ,N-+) ثبت می‌شوند؛ بنابراین تخمین تجربی برای E(a, b) این چنین محاسبه می‌شود:
(۱) E = (N++ + N-- − N+- − N-+)/(N++ + N-- + N+- + N-+).
هنگامی که همه چهار E تخمین زده شدند، یک تخمین تجربی از آزمون به دست می‌آید:
(۲) S = E(a, b) − E(a, b′) + E(a′، b) + E(a′ b′)
اگر s از نظر عددی بزرگتر از ۲، که نامساوی CHSH می‌دهد باشد، آزمایش پیش‌گویی مکانیک کوانتوم را تأیید می‌کند و تمام نظریه‌های متغیرهای نهان جایگزیده را رد می‌کند.
اگر چه برای توجیه استفاده از آزمایش ۲ یک فرض مهم باید در نظر گرفته شود. فرض شده‌است که جفت‌های نمونهٔ آشکار شده، باز نمای جفت‌های منتشر شده از منبع هستند.
یک آزمایش CH۷۴ معمول (یک کاناله)
قبل از ۱۹۸۲ تمام تست‌های بل واقعی از قطبش‌گر «تک کاناله» و نامساوی‌های متعددی که برای این چیدمان طراحی شده بود، استفاده می‌شد.
آزمایش دوم در مقاله بسیار ذکرشده کلازر (Clauser)، هورن (Horne)، شیمونی (Shimony) و هلت (Holt)، یک آزمایش مناسب برای کاربرد عملی است. مانند آزمون CHSH، چهار زیرآزمایش وجود دارد که در هر کدام، هر یک از قطبش‌گرها یکی از دو شکل ممکن را می‌گیرند، اما در عوض در زیر آزمایش‌های دیگر یکی یا هر دوی قطبش‌گرها حذف هستند. مقادیر مانند قبل محاسبه می‌شوند و برای تخمین تست به کار می‌روند.
(۳) S = (N(a, b) − N(a, b′) + N(a′، b) + N(a′، b′) − N(a′، ∞) − N(∞، b)) / N(∞، ∞)،
(۴)
که در آن علامت ∞ غیبت یک قطبش‌گر را نشان می‌دهد.
اگر s بیشتر از ۰ باشد آنگاه تجربه، نامساوی بل را نقض و بنابراین عینیت جایگزیده را رد می‌کند.
تنها فرض نظری (به جز فرض اساسی بل در مورد وجود متغیرهای نهان محدود) که در استخراج معادله ۳ وجود دارد این است که هنگامی که یک قطبش‌گر قرار داده می‌شود، احتمال آشکار شدن هیچ فوتونی افزایش نمی‌یابد. «هیچ ارتقایی» وجود ندارد.

## فرض‌های تجربی
علاوه بر فرض‌های نظری، برخی فرض‌های عملی نیز در نظر گرفته شده‌است. به عنوان مثال، ممکن است برخی هم‌زمانی‌های تصادفی، علاوه بر آنچه که مورد نظر ما است وجود داشته باشد. این‌طور فرض شده که هیچ عدم‌توازنی با کم کردن این اعداد تخمینی در دو طرف ایجاد نمی‌شود، اما هیچ‌کس درستی این فرض را بدیهی نمی‌داند. ممکن است برخی مشکلات هم‌زمانی (ابهام در ثبت جفت‌ها) وجود داشته باشد که ناشی از این حقیقت است که آن‌ها در عمل دقیقاً در یک زمان آشکار نمی‌شوند.
برخلاف این ناکارآمدی‌ها در آزمایش‌های واقعی، یک واقعیت خردکننده ظاهر می‌شود: با تقریب بسیار خوبی نتایج موافق با پیش‌بینی‌های مکانیک کوانتومی هستند. هنگامی که آزمایش‌های ناقص چنین موافقت فوق‌العاده‌ای با پیشگویی‌های کوانتوم به ما می‌دهند، بسیاری از فیزیکدانان کوانتومی با جان بل موافقند که اگر یک آزمون بل بی‌عیب انجام شود، نامساوی‌های بل همچنان نقض می‌شوند. این گرایش، منجر به ظهور یک زیر شاخه جدید در فیزیک شده که اکنون با عنوان تئوری اطلاعات کوانتومی شناخته می‌شود. یکی از دست‌آوردهای مهم این شاخه جدید فیزیک این است که نقض نامساوی‌های بل، به امکان انتقال مطمئن اطلاعات منجر می‌شود که از رمز نگاری کوانتومی استفاده می‌کند. (شامل حالتهای تنیدهٔ جفت ذرات)

## آزمایش‌های برجسته
در طول ۳۰ سال گذشته تا کنون، تعداد زیادی از آزمایش‌های بل انجام شده‌است. این آزمایش ها (تحت چند فرض، که اغلب منطقی فرض شده‌اند) نظریه کوانتوم را تأیید کرده‌اند و نتایجی داده‌اند که نمی‌توانند به وسیله نظریات متغیرهای نهان جایگزیده توضیح داده شوند. پیشرفتهای فناوری، منجر به بهبودهای قابل توجهی در کار آرایی و همچنین گسترده شدن روش‌های آزمون تئوری بل شده‌است.

### فریدمن و کلازر، ۱۹۷۲
این اولین آزمون واقعی بل بود که در آن نام مساوی فریدمن، نوع دیگری از نامساوی CH۷۴، به کار رفته‌است.

### اسپه، ۱۹۸۱–۲
اسپه و تیمش در ارسهٔ پاریس، سه آزمون بل را با استفاده از منبع کلسیم انجام دادند. در اولی و آخری از نامساوی CH۷۴ استفاده کردند. ِآزمایش دوم، اولین کاربرد نامساوی CHSH بود. CHSH سومین و مشهورترین نامساوی بود که هنگام پرواز فوتون‌ها، بین دو چیدمان در دو طرف انتخاب می‌کرد.

### گروه تایتل و ژنو، ۱۹۹۸
آزمایش‌های بل در ۱۹۹۸ در ژنو نشان داد که فاصله در هم تنیدگی را خراب نمی‌کند. نور قبل از تحلیل از فاصله‌ای بیش از چند کیلومتر از میان فیبر نوری فرستاده شد. مانند تقریباً تمام آزمون‌های بل از حدود ۱۹۸۵، از یک منبع «پارامتری برگشت پذیر» استفاده شد.

### آزمایش ویز در شرایط کاملاً جایگزیده انیشتین
در ۱۹۹۸ گریگور ویز و یک تیم به رهبری آنتون زیلینگر در اینس بروک، یک آزمایش هوشمندانه را طراحی کردند که با بهبود آزمایش اسپه در ۱۹۸۲ ایراد جای‌گزیدگی را رفع کردند. انتخاب آشکارساز، برای اطمینان از تصادفی بودن، به وسیله یک روش کوانتومی انجام می‌شد. این آزمون، نامساوی CHSH را با انحراف معیار بیش از ۳۰ نقض می‌کند در حالی که منحنی‌های هم‌زمانی با پیش‌بینی‌های نظریه کوانتوم مطابقت دارند.

### آزمایش پنت آل در حالت GHZ
این اولین آزمایش از نوع جدید آزمایش‌های بل با بیشتر از دو ذره است، این آزمایش از حالتی به نام CHZ سه ذره‌ای استفاده می‌کند که در Nature(۲۰۰۰) گزارش شده‌است.

### آزمون گروب لچر از نوع نظریات عینی غیر جایگزیده لگت
نویسندگانش نتایج شان را به عنوان «واقعیت بدون ترجیح» تفسیر می‌کنند و بنابراین به مکانیک کوانتومی اجازه می‌دهد که جایگزیده اما «غیر واقعی» باشد. اگرچه در واقع آن‌ها یک گروه خاص از نظریات غیر جایگزیده را که توسط آنتونی لگت پیشنهاد شده بود قانونمند کرده بودند.

### جدایی سلرت ات آل در آزمون بل
این آزمایش یک نقص را با ۱۸ کیلومتر جدا کردن آشکارسازها برطرف کرد، که اجازه کامل شدن اندازه‌گیری حالت کوانتومی را می‌داد پیش از آن که اطلاعات بتوانند بین دو آشکارساز مبادله شوند.

## نقص‌ها و ایرادها
مقاله اصلی: Loopholes in Bell test experiments
با وجود سری مدام شک برانگیز آزمایش‌های بل، جامعه فیزیکدانان در کل معتقدند که واقعیت جایگزیده غیرقابل قبول است، هنوز منتقدانی وجود دارند که معتقدند نتایج هر یک از آزمایش‌هایی که تاکنون نامساوی بل را نقض می‌کرده می‌تواند لااقل از لحاظ تئوری، بر اساس ایرادهایی در مراحل آزمایش، طرح آزمایش، یا ناکارآمدی ابزارهای آزمایش توضیح داده شوند. این امکان‌ها به عنوان نقایص معرفی می‌شوند. مهم‌ترین نقص مربوط به آشکارسازی است، به این معنی که ذرات همیشه در دو سمت آزمایش آشکار نمی‌شوند. ممکن است که «ارتباط کوانتومی» (همان نتایج آزمایش) با مرتبط کردن آشکارسازی با ترکیبی از متغیرهای نهان و چیدمان آشکارساز مهندسی شده باشد. آزمایشگرها بارها گفته‌اند که آزمون‌های بدون نقص در آینده‌ای نزدیک قابل انتظار است (گارسیا پاترون). از طرف دیگر، برخی محققان یادآوری کرده‌اند که این یک امکان منطقی است که فیزیک کوانتومی خود از هنگام استفاده آن تا کنون، از آزمون‌پذیری بدون نقص خودداری کرده‌است.

## موارد مرتبط
- آزمایش فکری اینشتین-پودولسکی-روزن
- آزمایش ذهنی استوارت بل
- تفسیرهای مکانیک کوانتومی
- درهم تنیدگی کوانتومی
- علیت معکوس